# Tygmateriel
Tygmateriel (eller enbart tyg), nära besläktat med krigsmateriel, är en svensk militär benämning på vapen, ammunition, fordon och signalmateriel med mera, till skillnad från förnödenheter, det vill säga materiel för förplägnad eller beklädnad med mera som kallas intendenturmateriel. Således är uniformer av textilmaterial (det civila begreppet "tyg") ej tygmateriel, vilket ibland orsakar viss begreppsförvirring.

## Ordets etymologi
Begreppet tyg kommer från lågtyska tûch, som betyder 'don', 'utrustning'. Besläktat därmed är fornsvenska tygh med innebörd redskap, bohag, saker. Jämför verktyg, ridtyg och nattygsbord (även nattduksbord), ett bord för nattsakerna, som förr utgjordes av ljusstake, tändstickor med mera.) Natt-tygsbordets tillbehör stearinljus och tändstickor räknas dock militärt till intendenturmaterielen.

## Svenska förhållanden
På senare tid har de organisatoriska gränserna mellan tyg och intendentur blivit allt suddigare i takt med svårigheterna att klassa materiel som entydigt tygmateriel eller intendenturmateriel. Därför har sammanslagningar skett till det allmänna materiel. Tyg- och intendenturförvaltningen för svenska armén ombesörjdes fram till 1954 av Arméförvaltningen. Arméförvaltningens två avdelningar kom dock den 1 juli 1954 att bilda egna myndigheter, varmed Arméförvaltningen upphörde. Tygavdelningen ombildades till Armétygförvaltningen, medan Intendenturavdelningen ombildades till Arméintendenturförvaltningen. Den 1 juli 1963 bildades Försvarets intendenturverk genom sammanslagning av Arméintendenturförvaltningen, Intendenturavdelningen vid Marinförvaltningen och Intendenturbyrån vid Flygförvaltningen. Armétygförvaltningen ändrade den 1 juli 1964 namn till Arméförvaltningen. Försvarets intendenturverk och den nya Arméförvaltningen uppgick den 1 juli 1968 i det nybildade Försvarets materielverk, som sedan dess hanterar alla materielfrågor för Försvarsmakten.
Närmaste motsvarighet inom NATO är ordnance, som dock har en vidare betydelse och omfattar även konstruktion och tillverkning av vapen och ammunition etc.
En del företeelser som inom svenska försvaret traditionellt har kallats intendentur hamnar med NATO-nomenklatur inom ordnance. Detta har ibland varit en byråkratisk stötesten för svensk militär personal i FN-tjänst, som har haft att samarbeta med andra länders militära enheter och underhållslinjer. Med den nya klassificeringen inom svenska försvaret underlättas i underhållsavseende samarbetet med andra länders militära enheter.